# Coenosia japonica
Coenosia japonica är en tvåvingeart som beskrevs av Willi Hennig 1961. Coenosia japonica ingår i släktet Coenosia och familjen husflugor. Inga underarter finns listade i Catalogue of Life.